# عروسک‌گردانی
عروسک‌گردانی نوعی نمایش یا تئاتر است که حرکت عروسک‌ها را شامل می‌شود. برخی اشکال عروسک‌گردانی شاید تا سه هزار سال پیش از میلاد قدمت داشته باشند.